# Mestni avtobusni liniji št. 10 in 20 (Maribor)
Mestni avtobusni liniji številka 10 Melje – Malečnik – Metava in 20 Melje – Malečnik – Grušova sta bili dve izmed 19 avtobusnih linij javnega mestnega prometa v Mariboru. Liniji sta povezovali Melje in središče Maribora s Pobrežjem, Malečnikom, Trčovo in Metavo, linija 20 pa tudi Celestrino, Nebovo, Ruperče in Grušovo. Po prenovu mariborskega potniškega prometa sta bili liniji združeni v eno skupno linij P10.

## POTEK STARE TRASE:
Linija 10
- smer Melje – Malečnik – Metava: Meljska cesta - Kraljeviča Marka ulica - Oreško nabrežje - Mlinska ulica - Partizanska cesta - Titova cesta - Ulica heroja Bračiča - Svetozarevska cesta - Ulica kneza Koclja - Glavni trg - Stari most - Trg revolucije - Dvorakova ulica - Ulica Moše Pijada - Ljubljanska ulica - Trg revolucije - Pobreška cesta - Čufarjeva cesta - servisna cesta preko reke Drave - Malečnik - Celestrina - Trčova - Metava.
- smer Metava – Malečnik – Melje: Metava - Trčova - Celestrina - Malečnik - servisna cesta preko reke Drave - Čufarjeva cesta - Pobreška cesta  - Trg revolucije - Stari most - Glavni trg - Ulica kneza Koclja - Svetozarevska cesta - Ulica heroja Bračiča - Titova cesta - Partizanska cesta - Meljska cesta.

Linija 20
- smer Melje – Malečnik – Grušova: Meljska cesta - Kraljeviča Marka ulica - Oreško nabrežje - Mlinska ulica - Partizanska cesta - Titova cesta - Ulica heroja Bračiča - Svetozarevska cesta - Ulica kneza Koclja - Glavni trg - Stari most - Trg revolucije - Dvorakova ulica - Ulica Moše Pijada - Ljubljanska ulica - Trg revolucije - Pobreška cesta - Čufarjeva cesta - servisna cesta preko reke Drave -  Malečnik - Celestrina - Nebova - Ruperče - Grušova.
- smer Grušova – Malečnik – Melje: Grušova - Ruperče - Nebova - Celestrina - Malečnik - servisna cesta preko reke Drave - Čufarjeva cesta - Pobreška cesta  - Trg revolucije - Stari most - Glavni trg - Ulica kneza Koclja - Svetozarevska cesta - Ulica heroja Bračiča - Titova cesta - Partizanska cesta - Meljska cesta.

## Režim obratovanja
Linija 10 je obratovala samo ob delavniških konicah. Imela je dve varianti, ki pa nista imeli posebne oznake, to sta:
- Melje – Malečnik – Metava
- Malečnik – Melje

Linija 20 je obratovala vse dni v letu, tj. ob delavnikih, sobotah, nedeljah in praznikih. Imela je tri variante, ki pa niso imele posebne oznake, to so:
- Melje – Malečnik – Grušova
- Melje – Malečnik – Trčova – Malečnik – Grušova
- Melje – Malečnik – Trčova – Metava – Trčova – Malečnik – Grušova